# Национальные символы Пакистана
Пакистан имеет несколько национальных символов, включая официальные государственные символы — Лахорскую резолюцию, флаг, герб и гимн. Государственные символы были утверждены на различных этапах истории Пакистана, существуют по правилам и нормам, которые регулируют их определение и использование.
Первым национальным символом Пакистана стала принятая 23 марта 1940 года Всеиндийской мусульманской лигой Лахорская резолюция, в которой было сделано официальное заявление о выделении из состава Британской Индии отдельной страны для мусульман. Государственный флаг был утверждён незадолго до провозглашения независимости 14 августа 1947 года, гимн и герб — в 1954 году. 
В число национальных символов Пакистан также входят национальные герои, памятники, включая мемориальную башню Минар-э-Пакистан, построенную в 1968 году на месте, где была принята Лахорская резолюция, представители флоры и фауны, символизирующие страну.

## Лахорская резолюция и Минар-э-Пакистан

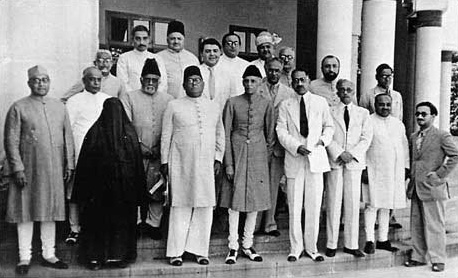
Рабочий комитет Мусульманской лиги в Лахоре, 1940

Лахорская резолюция (урду قرارداد لاھور‎‎), также известная как Пакистанская резолюция, была формальным политическим заявлением, принятым Всеиндийской мусульманской лигой во время трёхдневного общего собрания 22—24 марта 1940 года в парке Минто (сейчас Икбал-парк) в Лахоре. Резолюция призывает к большей мусульманской автономии в рамках Британской Индии и в основном интерпретируется как требование отдельного мусульманского государства. Идея самостоятельного государства для индийских мусульман была впервые предложена Муххамадом Икбалом в 1930 году, а под именем Пакистан — Чаудхури Рахматом Али в его Пакистанской декларации «Сейчас или никогда; Должны ли мы жить или погибнуть навсегда?» (англ. «Now or Never; Are We to Live or Perish Forever?») в 1933 году. Первоначально Мухаммад Али Джинна и другие лидеры Мусульманской лиги высказывались в пользу индо-мусульманского единства, но изменчивый политический климат и религиозная вражда 1930-х годов сделали идею отделения более привлекательной. В своём выступлении Джинна подверг критике Индийский национальный конгресс и националистически настроенных мусульман, высказавшись в поддержку теории двух наций и отдельного мусульманского государства.
Сикандар Хаят Хан (англ. Sikandar Hayat Khan), глава правительства Пенджаба, разработал исходный текст резолюции, но дезавуировал окончательный вариант,
ставший результатом многочисленных переработок текста комитетом Мусульманской лиги. Из-за усиления межобщинного насилия в резолюции однозначно отвергалась концепция «Единой Индии» и рекомендовалось создание независимого мусульманского государства. Резолюция была вынесена на общее собрание А. К. Фазлул Хуком (англ. A.K. Fazlul Huq), главой правительства Бенгалии, и была поддержана несколькими лидерами. Итоговый текст Лахорской резолюции был принят 24 марта 1940 года. В 1941 году она стала частью конституции Мусульманской лиги. К 1946 году она сформировала основу для борьбы Мусульманской лиги за отдельное мусульманское государство. Резолюция содержала следующий текст:

Ни один конституционный план не будет осуществимым или приемлемым для мусульман, если смежные географические единицы не будут разграничены на регионы, которые должны быть сформированы с такими территориальными корректировками, какие могут потребоваться. Те области, в которых мусульмане находятся численно в большинстве, как в северо-западных и восточных зонах Индии, должны быть сгруппированы так, чтобы сформировать независимые государства, в которых учредительные единицы должны быть автономными и суверенными. … Соответствующие эффективные и принудительные гарантии должны быть предоставлены в конституции меньшинствам в регионах для защиты их религиозных, культурных, экономических, политических, административных и других прав с их консультацией. Таким образом должны быть приняты меры для безопасности мусульман там, где они в меньшинстве.

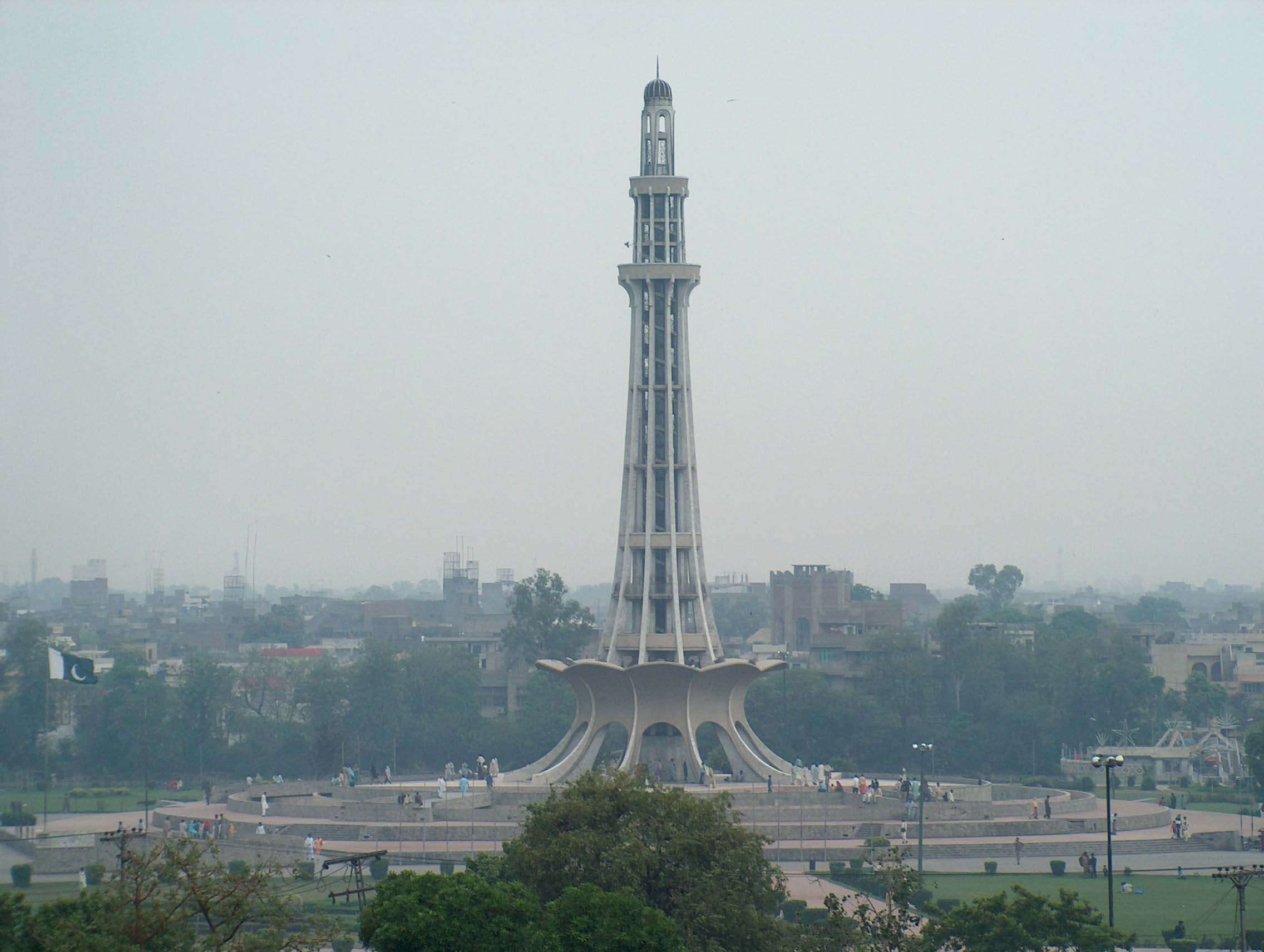
Минар-э-Пакистан

День принятия Лахорской резолюции отмечается в Пакистане каждый год как День Республики. В этот же день в 1956 году Пакистан стал первой Исламской республикой в мире.
На месте, где Мусульманская лига приняла Лахорскую резолюцию, был построен монумент Минар-э-Пакистан (урду مینار پاکستان‎, букв. — башня Пакистана). Он представляет собой 60-метровый бетонный минарет в Икбал-парке в Лахоре. Башня, построенная из железобетона, с каменными и мраморными полами и стенами, была спроектирована архитектором Муххамадом Вали Уллах Ханом. Высота пьедестала составляет четыре метра, основания в форме цветка — 13 метров, башни над цветком — около 50 метров.

## Флаг

Флаг Пакистана

Национальный флаг Пакистана был разработан Саидом Амир-уддином Кедваи (англ. Syed Amir-uddin Kedwaii) на основе флага Мусульманской лиги. Он был утверждён Учредительным собранием 11 августа 1947 года, за три дня до провозглашения независимости. О флаге содержится упоминание в пакистанском гимне: Parcham-e-Sitāra-o-Hilāl, что на урду буквально означает «Флаг полумесяца и звезды».
На флаге расположено тёмно-зелёное поле, представляющее мусульманское большинство в Пакистане, символизирующее ислам и исламский мир, и вертикальная белая полоса, символизирующая религиозные меньшинства и их права. В центре полотнища расположен белый полумесяц, представляющий прогресс, и белая пятиконечная звезда, символизирующая свет и знания.
Флаг поднимается на нескольких важных дней в году, включая День Республики и День Независимости. Флаги также устанавливаются на резиденциях и автотранспортных средствах многих государственных чиновников, включая президента и премьер-министра.

## Гимн
Гимн Пакистана, или Кауми Тарана (урду قومی ترانہ‎, Qaumī Tarāna — «Национальный Гимн»), исполняется во время каждого события, сопровождающегося поднятием флага, например, на День Республики (23 марта) и День Независимости (14 августа).
К моменту провозглашения независимости Учредительное собрание ещё не приняло национальный гимн Пакистана, поэтому поднятие флага во время церемонии независимости сопровождалось песней «Pakistan Zindabad, Azadi Paendabad». 9 августа 1947 года, за пять дней до декларации независимости, Мухаммад Али Джинна попросил индуистского писателя из Лахора Джагана Натх Азада (англ. Jagan Nath Azad) написать гимн Пакистана. Предположительно, Джинна обратился к индуисту, поскольку хотел видеть свою страну более светской. Азад написал гимн, который был быстро одобрен Джинной и исполнен на пакистанском радио в Карачи, который на тот момент был столицей. Работа Азада была гимном Пакистана около полутора лет.
В 1948 году был создан Комитет по государственному гимну. Подобрать подходящую музыку и слова для гимна оказалось непросто. Предстоявший государственный визит в Пакистан шаха Ирана в 1950 году привёл к поспешному утверждению трёх строф музыкальной композиции Ахмеда Гуламали Чагла (англ. Ahmed Ghulamali Chagla). Первоначально она была исполнена без слов для премьер-министра Лиакат Али Хана 10 августа 1950 года и была одобрена для исполнения во время визита шаха. Тем не менее, гимн не был официально утверждён до августа 1954 года. В конце концов, комитет утвердил текст гимна, написанный Абу-аль-Асаром Хафизом Джулундри (англ. Abu Al-Asar Hafeez Jullundhri). Новый гимн со словами и музыкой был впервые исполнен на радио Пакистана 13 августа 1954 года. Об официальном утверждении гимна было объявлено Министерством информации и радиовещания 16 августа 1954 года.

## Эмблема

Эмблема

Государственная эмблема была утверждена в 1954 году. Она символизирует идеологическую основу Пакистана, базис его экономики, его культурное наследие и его руководящие принципы. Эмблема состоит из четырёх компонентов. Полумесяц и звезда расположены над щитом, который находится в обрамлении венка, внизу эмблемы находится свиток с девизом. Полумесяц и зеленый цвет эмблемы — традиционные символы ислама. На поделённом на четыре части щите в центре эмблемы изображены хлопок, пшеница, чай и джут, являющиеся основой сельского хозяйства Пакистана. Цветочный венок, окружающий щит, является образцом традиционной живописи Моголов и символизирует культурное наследие.
На свитке в основании национальной эмблемы написан девиз Мухаммада Али Джинны на языке урду: ایمان ، اتحاد ، نظم‎ (Iman, Ittehad, Nazm), что переводится как «Вера, Единство, Дисциплина» и рассматривается в качестве руководящих принципов для Пакистана.

## Другие символы
| Символ                             | Примечание              |
| ---------------------------------- | ----------------------- |
| Мухаммад Али Джинна                | Великий Лидер           |
| Фатима Джинна                      | Мать нации              |
| Мухаммад Икбал                     | Национальный поэт       |
| Урду                               | Национальный язык       |
| Ислам                              | Национальная религия    |
| Мархур                             | Национальное животное   |
| Азиатский кеклик                   | Национальная птица      |
| Кедр гималайский                   | Национальное дерево     |
| Жасмин                             | Национальный цветок     |
| Манго                              | Национальный фрукт      |
| Бамия                              | Национальный овощ       |
| Чогори                             | Национальная гора       |
| Хоккей на траве                    | Национальный вид спорта |
| Мечеть Фейсал                      | Главная мечеть          |
| Минар-э-Пакистан (Башня Пакистана) | Национальный памятник   |
| Баб-э-Пакистан (Ворота в Пакистан) | Национальный памятник   |
| Пакистанский монумент              | Национальный мемориал   |